# Caverna de Okladnikov
A caverna de Okladnikov ( russo: Пещера Окладникова ) é um local paleoantropológico localizado no sopé das montanhas Altai, no distrito de Soloneshensky , Krai Altai, no sul da Sibéria, na Rússia. A caverna está voltada para o sul e está localizada em uma escarpa cárstica devoniana , situada a cerca de 14 metros (46 pés) acima da margem esquerda do vale do rio Sibiryachikha; o próprio rio é um afluente do rio Anuy . 